# Telesaar
Telesaar ist die Bezeichnung des ersten deutschsprachigen privaten Fernsehsenders. Er wurde ab dem 23. Dezember 1953 von der Saarländischen Fernseh AG  (später umbenannt in Europäische Rundfunk- und Fernseh-AG), die auch den Langwellensender Felsberg-Berus von Europe 1 betrieb, ins Leben gerufen. Dies war möglich, weil das Saarland bis zum 31. Dezember 1956 nicht Teil der Bundesrepublik Deutschland war und deshalb nicht der deutschen Rundfunkhoheit unterlag. Firmensitz, Technik und Studios befanden sich in der Richard-Wagner-Straße 58–60 in Saarbrücken, gesendet wurde auf dem VHF-Band I, von 23. Dezember 1953 – 15. Juli 1958 vom Standort Saarbrücken-Eschberg mit unzureichenden 500 Watt Sendeleistung auf Kanal F7 und vom 15. Januar 1958 bis zur zwangsweisen Stilllegung der Sendeanlagen am 25. Januar 1958 auf Kanal F1b von einem eigens für die Fernsehausstrahlung errichteten Sendemast mit 5 kW Strahlungsleistung auf der Anlage des Senders Felsberg-Berus.
Die erste technische Studio-Ausstattung stammte von Radio Vatikan TV. TELESAAR trat nach außen auch als „Saarländisches Fernsehen“ auf, wie z. B. auf seinem Testbild zu sehen war. Das tägliche Telesaar-Programm war ab 1954 bereits ein Vollprogramm mit täglichen Nachrichten, Sendungen für Kinder, für Hausfrauen und Mütter, für Gartenfreunde und andere Interessengruppen. Bei Erwachsenen waren Unterhaltungssendungen mit Variété- und Tanzdarbietungen sehr beliebt. Eine davon hieß Telecocktail mit Heinz Schenk, der später auch im bundesdeutschen Fernsehen sehr bekannt wurde. Bemerkenswert ist auch, dass Telesaar seinen Sendebetrieb bereits zwei Jahre vor Télé-Luxemburg (RTL) und ein Jahr vor Télé-Monte-Carlo (RMC) aufnahm und als Vorbild für diese Sender galt. Ein Beitritt zur EBU Europäischen Rundfunkunion und einer Leitung zur Eurovision wurde dem Sender auf Bestreben Frankreichs verwehrt, nachdem Pläne der Fernseh AG für ein Europäisches Fernsehprogramm namens Europa Nr. 1 Television bekannt wurden. Man fürchtete die Konkurrenz für das französische Fernsehen. Es konnte weitgehend nur live gesendet werden, da der Sender keine Geräte zur Aufzeichnung des Programms besaß.
Nach der Eingliederung des Saarlandes als Bundesland prüften die deutschen Behörden den weitergehenden Betrieb, weil von Telesaar argumentiert wurde, dass ausschließlich in französischer Fernsehnorm (819 Zeilen) gesendet wird, also mit deutschen Geräten (625 Zeilen) nicht empfangen werden konnte. Weil das Programm aber ausschließlich deutschsprachig war, wurde entschieden, den Sendebetrieb Mitte 1958 einzustellen, die Sendeanlagen auf dem Felsberg wurden von der Deutschen Bundespost, die damals das Ausstrahlungsmonopol hatte, verplombt, weil der nahezu frequenzgleiche CCIR-Kanal 2 bereits seit dem 1. Januar 1957 dem Saarländischen Rundfunk zugeteilt war. Der Empfang des seit 6. Januar 1957 genutzten experimentellen 100-W-Senders des SR in Saarbrücken Schwarzenberg musste daher ab dem 15. Januar 1957 aufgegeben werden, weil der Sender Berus-Felsberg dank 50-mal höherer Sendeleistung und besseren Standortes „überstrahlte“. Ab Oktober 1959 sendete der Saarländische Rundfunk, die öffentlich-rechtliche (ARD) Rundfunkanstalt des Saarlandes, sein eigenes Regionalprogramm, nach deutscher Zeilennorm auf dem FS-Kanal 2 vom Standort Göttelborner Höhe mit 100 kW Strahlungsleistung. Zwischenzeitlich (ab 16. Juli 1958 bis in den November hinein) nutzte der SR die Sendeanlagen in Saarbrücken-Eschberg auf Kanal F7 zur Ausstrahlung des eigenen Programms. Dieses kurze Intermezzo war eine Besonderheit, da ansonsten alle analogen ARD-Fernsehsendungen nach CCIR-Norm erfolgten.
Das wenige erhaltene Filmmaterial der Sendungen von Telesaar liegt heute im Archiv des SR.